# Saint-Aubin-sur-Yonne
Saint-Aubin-sur-Yonne és un municipi francès, situat al departament del Yonne i a la regió de Borgonya - Franc Comtat. L'any 2007 tenia 483 habitants.

## Demografia

### Població
El 2007 la població de fet de Saint-Aubin-sur-Yonne era de 483 persones. Hi havia 195 famílies, de les quals 57 eren unipersonals (16 homes vivint sols i 41 dones vivint soles), 53 parelles sense fills, 65 parelles amb fills i 20 famílies monoparentals amb fills.
La població ha evolucionat segons el següent gràfic:
Habitants censats

### Habitatges
El 2007 hi havia 252 habitatges, 191 eren l'habitatge principal de la família, 44 eren segones residències i 17 estaven desocupats. 237 eren cases i 11 eren apartaments. Dels 191 habitatges principals, 157 estaven ocupats pels seus propietaris, 29 estaven llogats i ocupats pels llogaters i 5 estaven cedits a títol gratuït; 2 tenien una cambra, 18 en tenien dues, 44 en tenien tres, 47 en tenien quatre i 80 en tenien cinc o més. 142 habitatges disposaven pel capbaix d'una plaça de pàrquing. A 99 habitatges hi havia un automòbil i a 77 n'hi havia dos o més.

### Piràmide de població
La piràmide de població per edats i sexe el 2009 era:
| Homes | Edats   | Dones |
| ----- | ------- | ----- |
| 0     | 95 o +  | 0     |
| 0     | 90 a 94 | 0     |
| 0     | 85 a 89 | 8     |
| 8     | 80 a 84 | 4     |
| 12    | 75 a 79 | 24    |
| 20    | 70 a 74 | 12    |
| 8     | 65 a 69 | 4     |
| 4     | 60 a 64 | 4     |
| 8     | 55 a 59 | 4     |
| 8     | 50 a 54 | 20    |
| 8     | 45 a 49 | 12    |
| 12    | 40 a 44 | 12    |
| 12    | 35 a 39 | 16    |
| 16    | 30 a 34 | 8     |
| 4     | 25 a 29 | 16    |
| 8     | 20 a 24 | 4     |
| 16    | 15 a 19 | 24    |
| 20    | 10 a 14 | 4     |
| 4     | 5 a 9   | 16    |
| 28    | 0 a 4   | 12    |

## Economia
El 2007 la població en edat de treballar era de 317 persones, 221 eren actives i 96 eren inactives. De les 221 persones actives 194 estaven ocupades (106 homes i 88 dones) i 26 estaven aturades (14 homes i 12 dones). De les 96 persones inactives 26 estaven jubilades, 33 estaven estudiant i 37 estaven classificades com a «altres inactius».

### Ingressos
El 2009 a Saint-Aubin-sur-Yonne hi havia 183 unitats fiscals que integraven 425 persones, la mediana anual d'ingressos fiscals per persona era de 17.514 €.

### Activitats econòmiques
Dels 14 establiments que hi havia el 2007, 1 era d'una empresa extractiva, 1 d'una empresa alimentària, 1 d'una empresa de fabricació d'altres productes industrials, 5 d'empreses de construcció, 3 d'empreses de comerç i reparació d'automòbils, 1 d'una empresa immobiliària, 1 d'una empresa de serveis i 1 d'una empresa classificada com a «altres activitats de serveis».
Dels 7 establiments de servei als particulars que hi havia el 2009, 1 era un taller de reparació d'automòbils i de material agrícola, 1 paleta, 1 fusteria, 2 lampisteries, 1 electricista i 1 perruqueria.
L'any 2000 a Saint-Aubin-sur-Yonne hi havia 7 explotacions agrícoles que ocupaven un total de 297 hectàrees.

## Poblacions més properes
El següent diagrama mostra les poblacions més properes.